# Зниклий квартал
«Зниклий квартал» (фр. Quartier perdu) — прозовий роман 1985 року популярного французького письменника Патріка Модіано. Роман про лондонця, котрий через двадцять літ потрапив у давно забутий Париж, проте потроху вживається в місто своєї юності.

## Анотація
Два романи одного з найпопулярніших французьких романістів, який у своїх творах органічно поєднує найкращі здобутки новітньої прози із захоплюючим, майже детективним сюжетом.

## Український переклад
У 2005 році роман «Зниклий квартал» разом з романом від 1978 року «Вулиця темних крамниць» був виданий в збірці під загальною назвою «Зниклий квартал». Книгу надрукувало київське університетське видавництво «Пульсари», в рамках серії «Бібліотека сучасної прози». Переклад та передмова Ганни Малець. Загальний редактор видання Цушко С. В., ілюстрація обкладинки виконана Кушніренко В. М. Книга видана в м'якій палітурці.
|  | Це видання здійснене в межах Програми сприяння видавничій справі в Україні "Сковорода" за підтримки Посольства Франції в Україні. фр. Cet ouvrage publié dans le carde du Programme d'Aide à la Publication Skovoroda bénéficie du soutien de L'Ambassade de France en Ukraine. |